# Le Temps des jumeaux
 (janvier 2016).
Si vous disposez d'ouvrages ou d'articles de référence ou si vous connaissez des sites web de qualité traitant du thème abordé ici, merci de compléter l'article en donnant les références utiles à sa vérifiabilité et en les liant à la section « Notes et références ».
Le Temps des jumeaux (titre original : Time of the Twins) est un roman de fantasy de la série Lancedragon écrit par Margaret Weis et Tracy Hickman et publié en 1986. Il est le premier de la Trilogie des légendes, une série qui détaille le voyage des jumeaux du roman, Caramon Majere le guerrier et Raistlin Majere le mage, accompagnés de Crysania la prêtresse. Le livre détaille le début de leur aventure.

## Cadre
Le livre commence avec la rencontre entre Crysania la fervente prêtresse, Astinus l'historien, et Raistlin le mage noir. Crysania est déterminée à stopper Raistlin de suivre la voie de l'obscurité. À la fin de leur entretien, il l'invite à la tour de Haute Sorcellerie à Palanthas.

### Étymologie
Le mot du titre « temps » est une référence au voyage à travers le temps du groupe (qui est composé de Raistlin, Caramon, Crysania et de Tas le kender). Le mot « jumeaux » est une référence au fait que Caramon et Raistlin sont jumeaux..[réf. nécessaire]

## Résumé
Après avoir détaillé la rencontre entre Crysania, Raistlin et Astinus, le livre s'intéresse à l'arrivée de Rivebise à l'auberge du dernier refuge à Solace. Il y rencontre Tika Waylan, et demande après Caramon. Tika évite la question, parce que Caramon est devenu un gros alcoolique depuis que les compagnons se sont séparés deux ans auparavant. Rapidement, Tanis Demi-elfe arrive également, apportant Crysania avec lui. Ces derniers ont été suivis et pourchassé par des créatures maléfiques, qui ont été envoyés par Raistlin. Plus tard, Tika jette Caramon hors de leur maison pour qu'il accompagne Tas, Crysania et Bupu (un nain des ravins qui est tombé amoureux de Raistlin) à la tour de Wayreth. En route, ils rencontrent Sire Sobert, un chevalier de la mort, qui aurait tué Crysania si Paladine n'était pas intervenu et n'avait pas amené son âme pour demeurer avec lui. Le groupe continue sa route vers la Tour où il découvre les plans de Raistlin qui consiste à voyager dans le temps pour acquérir plus de puissance et pouvoir défier Takhisis, principal dieu du mal, et ainsi prendre sa place. Il est décidé que le groupe, moins Tas et Bupu, le retrouvera dans le temps pour le stopper. L'autre but de ce voyage sera de permettre un moyen de soigner Crysania. Cependant durant le sortilège, Tas fait irruption et est envoyé avec le groupe, défiant ainsi les lois indiquant que les kender, les nains et les gnomes ne doivent pas revenir dans le temps de peur de le perturber et de le changer.
Le groupe se retrouve à Istar, avant le Cataclysme, un empire saint et l'endroit où réside le prêtre roi, le plus puissant prêtre dans le monde. Cependant, grâce à l'intervention, les gardes les découvrent mais ils pensent que Caramon a attaqué Crysania, parce qu'il est mal habillé et qu'elle est couverte de sang. Crysania est amenée au temple de Paladine, la demeure du prêtre roi, alors que Caramon est amené aux jeux d'Istar, un colisée type arène dans lequel s’opposent des adversaires dans des combats simulés. Raistlin a envoyé Caramon aux jeux pour qu'il puisse redevenir sobre, retrouver sa force, ainsi que sa silhouette. A l'insu de Caramon, Raistlin a en fait acheté Caramon pour les jeux. Caramon réalise à ce moment-là qu'il est nécessaire de tuer Fistandantilus pour sauver Raistlin. Après avoir retrouvé son poids de forme, et avoir été dupé dans le fait de tuer un confrère gladiateur, Caramon met son plan à exécution. Cependant, lorsqu'il arrive pour tuer Fistandantilus, il découvre que Fistandatilus a été remplacé par le frère de Caramon, Raistlin. Caramon ne peut pas le tuer ; il apprend que Raistlin a pris la force vitale de Fistandantilus, prenant entièrement le contrôle de son corps.
La scène se déplace sur Crysania, qui est en train de parler à Denubis, un ancien prêtre. Lorsque Crysania le quitte, Loralon - un ancien elfe - contact Denubis et l'emmène comme tous les vrais prêtres du monde quelque part avant le Cataclysme. Crysania se rend alors dans la chambre du prêtre roi et y rencontre Raistlin. Il lui révèle le prêtre roi pour ce qu'il est, un simple homme. Crysania court, cassé, de la chambre. Plus tard, à l'approche de l'heure de Yule, elle rencontre à nouveau Raistlin et il l'averti de la colère des dieux. Caramon, de retour aux jeux, découvre que Raistlin n'a rien à voir avec la mort de l'homme que Caramon a tué pendant les jeux. Caramon, après son entrevu avec Crysania, essaye d'empêcher ses amis de rester à Istar, mais ils ne veulent pas l'écouter. Caramon part chercher l'appareil magique qui permet de faire revenir une personne (et non pas plusieurs comme il le croit) au présent, mais il découvre que Tas l'a subtilisé dans l'espoir d'éviter le Cataclysme. Il découvre également que Raistlin s'est arrangé pour que ses amis se battent contre lui dans l'arène, il décide alors qu'il doit tuer Raistlin.
Tas, avec l'appareil pour voyager dans le temps, va dans la chambre où le prêtre roi va faire sa demande de puissance aux dieux afin de vaincre le mal. Crysania y va également car elle veut entendre exactement ce qu'il va dire. Crysania est contacté par Loralon, mais elle refuse son offre de partir avec lui. Le prêtre roi fait sa demande aux dieux.
Caramon commence le combat face à ses amis, et dans le même temps Tas active l'appareil. Il est horrifié lorsque l'appareil tombe en mille morceaux. Caramon se bat ensuite contre ses amis, résultant, non pas par choix, par leur mort. Crysania, Tas et Caramon se précipitent à la chambre de Raistlin sous le temple, alors qu'Istar tombe en ruine autour d'eux. Tas se retrouve coincé sous le plafond qui tombe. Caramon s'approche de Raistlin, prêt à le tuer. Cependant, Crysania risque sa vie pour sauver Raistlin, et elle stoppe Caramon assez longtemps avec une prière pour que Raistlin puisse finir de lancer son sort de voyage dans le temps et ainsi les sauver du Cataclysme.
À la fin du roman, le Cataclysme frappe.

## Personnages
- Raistlin Majere, un mage des robes noires et probablement le plus puissant des mages sur Krynn.
- Caramon Majere, le frère jumeau de Raistlin Majere et un guerrier puissant.
- Tasslehoff Racle-pieds, un joyeux kender.
- Crysania, une fervente prêtresse de Paladine.

## Importance pour Lancedragon
Cette histoire est largement considérée, avec les deux autres livres de cette trilogie ainsi que la Trilogie des chroniques, comme étant la principale des romans de Lancedragon. Il détaille l'un des personnages préféré, Raistlin, et son voyage épique.[réf. nécessaire]